# Relazioni bilaterali tra Due Sicilie e Stati Uniti d'America
Per relazioni bilaterali tra Due Sicilie Stati Uniti d'America s'intendono i rapporti diplomatici e socio-economici intercorsi tra il Regno delle Due Sicilie e gli Stati Uniti d'America.

## Storia
Il Regno delle Due Sicilie fu il primo stato che, dopo il Congresso di Vienna, iniziò ad intrattenere rapporti diplomatici con gli Stati Uniti d'America, sulla base economica delle rotte commerciali. La necessità era di richiedere dei risarcimenti per dei bastimenti confiscati dal regno murattiano. Lo sviluppo delle relazioni tra i due paesi prese il via da una disputa ventennale.

## Missione diplomatica
L'unica missione diplomatica era quella degli Stati Uniti d'America che aveva una legazione a Napoli.

### Cronologia dei diplomatici

#### Missioni straordinarie
- William Pinkney (luglio 1816 - 1818), Incaricato d'affari straordinario
- John James Appleton (12 maggio 1825 - 2 marzo 1826), agente diplomatico

| Nome e Cognome         | Rango diplomatico   | Accreditamento    | Fine della missione |
| ---------------------- | ------------------- | ----------------- | ------------------- |
| John Nelson            | Incaricato d'affari | 24 ottobre 1831   | 15 ottobre 1832     |
| Enos T. Throop         | Incaricato d'affari | 28 settembre 1838 | 29 dicembre 1841    |
| William Boulware       | Incaricato d'affari | 29 dicembre 1841  | 24 giugno 1845      |
| William Hawkins Polk   | Incaricato d'affari | 24 luglio 1845    | 11 maggio 1847      |
| John Rowan             | Incaricato d'affari | 27 giugno 1848    | 9 novembre 1849     |
| Edward Joy Morris      | Incaricato d'affari | 4 aprile 1850     | 25 agosto 1853      |
| Robert Dale Owen       | Ministro residente  | 22 ottobre 1853   | 20 settembre 1858   |
| Joseph Ripley Chandler | Ministro residente  | 20 settembre 1858 | 6 novembre 1860     |

La legazione a Napoli fu soppressa il 6 novembre 1860.